# Sofia Gisberg
Sofia Gisberg (16 novembre 1854 à Sundsvall–3 janvier 1926 à Vaxholm) est une sculptrice, artiste textile et enseignante suédoise. À partir de 1887, elle enseigne à la Tekniska Skolan, où elle devient directrice des étudiantes jusqu'en 1925, modernisant l'enseignement des arts textiles. On se souvient également d'elle pour avoir conçu la fontaine du parc Vängåvan à Sundsvall, pour ses textiles d'église et pour avoir créé des certificats pour les lauréats du prix Nobel. Des exemples de son travail se trouvent dans la collection du Nationalmuseum de Stockholm,,.

## Formation
Née le 16 novembre 1854 à Sundsvall, Sofia Gisberg était la fille du marchand Per Daniel Gisberg et de son épouse Abramina Elisabet née Taxberg. Elle était l'un des huit enfants de la famille. Naturellement douée pour le dessin, elle a suivi une formation à l'Institut lithographique de Sundvall (Litografiska Anstalt) après quoi elle a travaillé comme lithographe d'estampe à Stockholm. Là-bas, elle a suivi des cours d'art à l'école d'artisanat qui fait maintenant partie de Konstfack. En 1879, elle s'inscrit à la nouvelle section féminine de l'école technique (Tekniska Skolan) où elle est l'une des premières diplômées. Elle a également étudié en privé avec le peintre Kerstin Cardon (en). Après trois années supplémentaires dans le département d'art industriel de l'école, en 1886, elle obtient son diplôme de créatrice de motifs,.

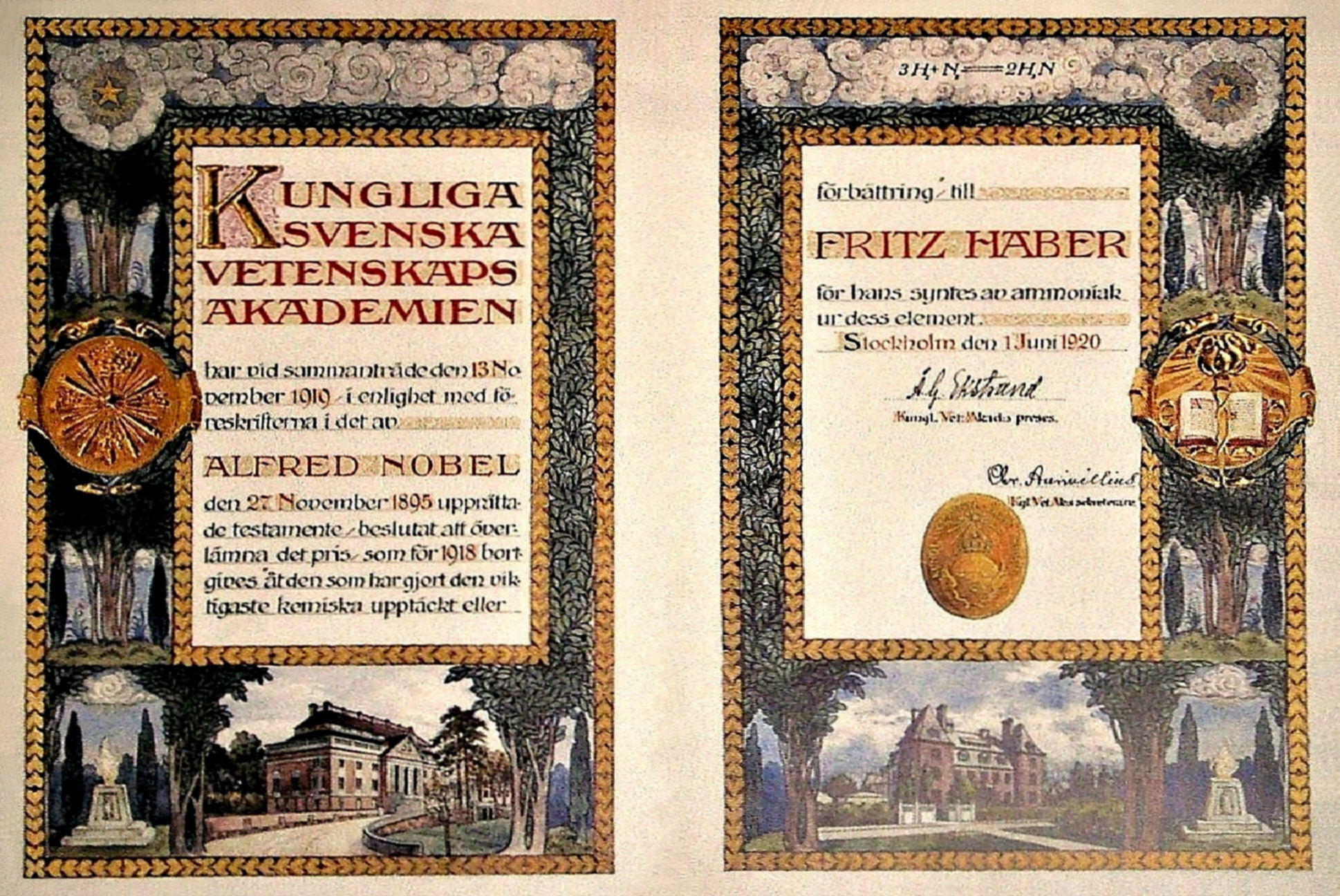
Diplôme du prix Nobel pour Fritz Haber dessiné par Sofia Gisberg.

## Carrière
Pendant ses études, Grisberg a créé sa propre entreprise, travaillant avec de nouveaux matériaux et développant de nouvelles techniques et conceptions. En conséquence, en 1883, elle a été invitée à concevoir un bouclier à la mémoire du roi Gustave II Adolphe pour le Nationalmuseum de Stockholm. À partir de 1884, en collaboration avec le relieur F. Beck & Son, elle conçoit de belles couvertures de livres incorporant des techniques de mosaïque de cuir. En 1886, elle reçoit une bourse de voyage qui lui permet de développer ses compétences en création de patrons en Allemagne et en Autriche. Elle a également été invitée à concevoir une fontaine décorative pour sa ville natale de Sundsvall qui a été inaugurée en 1886.
En 1887, elle est engagée comme enseignante en lettrage et calligraphie à l'École technique. En 1904, elle est nommée à la tête du département des femmes de l'école, restant en poste jusqu'en 1925. Considérée comme l'une des enseignantes les plus efficaces de l'école, elle modernise l'approche en acquérant des métiers à tisser spécialisés et en engageant des tisserandes qualifiées. Grâce à ses encouragements, des générations d'artistes textiles ont connu le succès.
Gisberg a également travaillé pour l'entreprise textile AB Licium où elle a conçu le logo de l'entreprise. Parmi ses autres créations figurent les textiles de diverses églises, dont celles de l'église Gustav Adolf à Borås et des églises Gustavsberg et Hörnefors, créées entre 1906 et 1908. En 1911, elle a conçu ces églises Ösmos dans le style Art nouveau. En outre, elle a produit des diplômes magnifiquement présentés pour les lauréats du prix Nobel de chimie et de physique.
Sofia Gisberg meurt à Vaxholm le 3 janvier 1926.